# Joseph Serchuk
Joseph Serchuk (Chelm, 1919-Tel Aviv, 6 de noviembre de 1993) fue un comandante de una unidad de judíos partisanos en el área de Lublin (Polonia) durante la Segunda Guerra Mundial. Después de la guerra, testificó en varios juicios contra los nazis por lo que recibió un reconocimiento especial por parte del Estado de Israel.

## Biografía
Sus padres y otros familiares fueron asesinados en el gueto de Varsovia en 1941 y él con su hermano David fueron llevados al campo de exterminio de Sobibor. Al día siguiente de su llegada, huyó con su hermano a un bosque cercano y junto con otros prófugos fundó el núcleo del grupo partisano descrito. Durante la guerra, el grupo fue reclutando judíos escapados de los guetos de la región y del mismo Sobibor. El escritor Dov Freiberg fue también miembro de este grupo.
Después de la liberación soviética en 1945, David se unió al ejército polaco y avanzó rápidamente en rango. En 1948 su hermano fue brutalmente asesinado en Lublin por polacos neonazis. 
Después de la guerra, Joseph participó en la localización de prófugos criminales de guerra nazis en Europa y sirvió como testigo en el Juicio de Núremberg. Después, regresó a Polonia e hizo solicitud para emigrar a Israel, pero fue rechazada por su gobierno natal. En 1950 obtuvo su pasaporte y se fue a Israel. Inmediatamente a su llegada, fue reclutado como soldado en el ejército. Después de su servicio militar, se casó y se estableció en Yad Eliyahu (Tel Aviv), dedicándose a los negocios y a la industria.
En el transcurso de muchos años Serchuk viajó a Europa a declarar en varios juicios contra criminales de guerra nazis. En uno, durante el juicio contra el oberscharführer Hugo Raschendorfer, fue el único testigo presente para la fiscalía. Raschendorfer fue declarado culpable y condenado a cadena perpetua y Serchuk fue galardonado con el Premio Especial del Departamento de Investigación de Crímenes Nazis de la Policía de Israel.
En 1967 recibió del primer ministro de Israel Levi Eshkol, la Medalla de Luchadores Contra el Nazismo y en 1968 recibió la Medalla de Combatientes del Estado.
Serchuk vio la creación y el fortalecimiento del Ejército israelí y del Estado de Israel.
Murió en 1993 en Tel Aviv a los 74 años. Estaba casado, tuvo nueve hijos y más de un centenar de nietos y bisnietos.